# Церковь Святого Иосифа (Шанхай)
 Церковь Святого Иосифа  (кит. 洋泾浜圣若瑟堂) — католическая церковь, находящаяся в районе Хуанпу города Шанхай (Китай).

## История
Церковь святого Иосифа была построена в романском стиле в 1860—1861 гг. Считается, что строительство храма финансировал Наполеон III. В 1862 году было совершено освящение храма в честь святого Иосифа, обручника Девы Марии.

## Галерея
- Внутренний интерьер церкви
- Деталь витража
- Декорация трансепта